# Râul Valea Lungă, Sbârcioara
Râul Valea Lungă este un afluent al râului Valea cu Cale. 

## Hărți
- Harta județului Brașov